# Mosaico de selva y pradera de la meseta de Jos
El mosaico de selva y pradera de la meseta de Jos es una ecorregión de la ecozona afrotropical, definida por WWF, situada en el centro-norte de Nigeria.

## Descripción
Es una ecorregión de pradera de montaña que ocupa 13.300 kilómetros cuadrados en la meseta de Jos, en el centro-norte de Nigeria.
Limita al norte con la sabana sudanesa occidental y al sur con el mosaico de selva y sabana de Guinea.

## Endemismos
Hay varias especies de mamíferos y aves endémicos, como el pinzón candela rocoso (Lagonosticta sanguinodorsalis) y su explotador, la viuda de la meseta de Jos (Vidua maryae).

## Estado de conservación
En peligro crítico. La elevada población humana y la relativa fertilidad de los suelos ha resultado en la deforestación a gran escala de la región. Solo subsisten unas pocas áreas de pradera, sabana arbolada y selva naturales, generalmente en zonas inaccesibles.